# Crucita
Crucita – miasto turystyczne w zachodnim Ekwadorze, nad Oceanem Spokojnym, położone w prowincji Manabí.